# 新世界 (游戏)
《新世界》是一款大型多人在线角色扮演游戏，由亚马逊游戏橙县（Amazon Games Orange County）开发，亚马逊游戏发行，于2021年9月28日发布。游戏背景设定在17世纪中期，玩家在位于大西洋上的虚构岛屿“永恒岛”（Aeternum Island）上进行殖民活動。

## 外部鏈接
- 官方网站